# 陶弘護
陶弘護（日语：／ Sue Hiromasa，1455年10月13日—1482年6月13日、康正元年九月三日－文明十四年五月廿七日)，室町时代武將、大內氏重臣。
弘護之父為陶弘房，母為仁保盛鄉之女，弟為右田弘詮，妻為益田兼堯之女:23-24。兒子有陶武護、陶興明、陶興房等，女兒為宗像大社大宮司宗像氏定之妻:25。

## 生平
康正元年（1455年），弘護在周防國山口的私邸中出生:23，幼名鶴壽丸，通稱為五郎。陶氏屬於大內氏旁系的右田氏家族，世代擔任周防守護代一職。應仁二年（1468年）十一月十四日，弘房在應仁之亂中最激烈的戰役—京都相國寺之戰中不幸戰死，因此陶氏家督便由年僅13歲鶴壽丸繼承，並在次年舉行元服儀式。鶴壽丸也從大內氏第14代當主大內政弘處拜領一字，改名為「弘護」:195。

### 鎮壓大內道頓之亂
應仁元年（1467年），應仁之亂爆發。大內政弘為聲援西軍主帥山名宗全，於同年（1467年）七月率軍上洛，接著參與了長達約10年的戰事，遍及畿內各地。政弘在京期間，由其叔大內教幸（道頓）負責留守周防:251-253。
文明二年（1470年），弘護正式被任命為周防守護代，開始參與大內氏政權的核心事務:195。同年二月，道頓響應東軍的邀請（東軍的第8代將軍足利義政認可道頓為大內氏當主），與內藤武盛、吉見信賴等人一同發動叛亂（大內道頓之亂）。做為留守居役的弘護，最初對接納教幸持開放態度，但在十二月時，弘護卻突然轉變立場，開始攻擊教幸，並在周防玖珂郡將教幸擊敗:279。敗北的教幸與仁保盛安在安藝國會合，並轉戰到石見國，接著企圖以長門國阿武郡的賀年城為據點進行反攻。然而，到了翌年（1471年）十二月，道頓再次敗北，並逃亡豐前國，意圖尋求大友氏的庇護:255。
根據通行的說法，教幸於文明三年十二月廿六日（1472年2月5日）在逃亡至豐前馬ヶ岳城時自盡，不過也有一些文獻記載教幸於文明四年（1472年）一月廿五日自盡。而弘護接納教幸之舉，則被認為是一開始就設下的計策，目的是讓教幸掉以輕心並爭取時間，等待反擊的機會。在杉重隆於文明三年正月四日寫給益田貞兼的書信內容中，提及弘護的行動是「順次弓矢故」，並解釋這其實是由弘護所帶領的留守家臣們共同策劃的計謀，目的是討伐教幸:279。

### 末日
平定道頓之亂後，弘護乘勝追擊，率領3萬大內軍軍勢侵入了筑前國，極大地震懾了占據著大宰府的少貳政資 （賴忠），成功幫助政弘穩定後方局勢，確保大內氏領國安寧。
文明九年（1477年）應仁之亂結束。弘護親自前往玖珂郡柳井津，迎接歸國的政弘，並在富田的私邸設宴款待政弘（《陶弘護肖像賛》）。弘護也因在政弘離國期間的功績受到讚賞，此後開始常侍政弘左右。
文明十年（1478年）春，吉見信賴向政弘投降並請求和解。同年，弘護任筑前守護代，並參與了討伐少貳氏的戰役:195。只是，隨著弘護權勢的不斷擴張，政弘也逐漸感到不安。文明十年（1478年）十月，弘護向當時駐守博多的政弘上呈了關於未來政策的建議。然而，政弘拒絕了弘護對防長本國的寺社領進行半濟延長的提案。這些寺社領原本是為了支持駐防在筑豐的武士而由弘護所批准的，但政弘並未同意延長這項安排。而這也被認為是政弘開始著手抑制弘護權力的舉措:284-287。
文明十四年（1482年）五月，吉見信賴造訪山口，政弘設宴款待諸將，不料宴席上，卻突發異變。弘護被長年敵對的信賴刺殺身亡，享年28歲。而信賴也當場遭內藤弘矩所討伐。該事件使得弘護與信賴二人雙雙喪命（大內山口事件）:194。值得一提的是，此事件過後，弘矩在大內氏家中漸漸崭露頭角，成為重要人物。
此外，在弘護不幸去世的第二天，政弘即給其弟弘詮寫了一封正式文書。弘詮繼承了父親弘房的右田氏家族，然而由於弘護突然死亡，政弘便向其請教有關陶氏的事務。文書的內容是政弘告訴弘詮，他會確保弘護將領們的安全，並將這些事情交給家族的核心人物弘詮處理。而陶氏將由弘護的遺子繼承，在他們長大之前，由弘詮擔任他們的後見人。在陶氏系図中，提到弘詮的地方寫有「暫稱陶氏」，反映了當時的特殊情況:192。

## 有關大內山口事件
關於弘護之死，據《蔭涼軒日錄》長享三年（1489年）正月三十日條所載：「先年於大內之第有酒宴，吉見三郎（信賴）殿廿一歲殺陶中書（弘護）、內藤彈正（弘矩）當座殺吉見云云」，詳盡地傳達了當時的情形。通說一般認為弘護是在刺殺信賴之後，也被信賴所刺死。但前述史料顯示，先被刺殺的是弘護，而信賴則是在刺殺弘護後，被弘矩所殺，這與通說所述的事實有所不同。
此外，有關兩人對立的原因，在《萩藩閥閲錄》所收錄的「上領氏家譜」中，記載了以下的內容（譯）：「文明十四年五月二十一日，吉見信賴在防州山口陶中務少輔弘護的住宿處發起進攻，討伐弘護。其原因是弘護與信賴在領地邊界上發生爭執，並且有過爭論或小規模衝突。弘護因此揭露了信賴謀叛的消息，並向大內家報告。信賴的居城位於石州的一本松之城，當大內家派出的檢使對此進行調查時，最終發現信賴並無謀叛之意，因此沒有進一步的追究。此外，信賴與弘護之間積累了許多仇恨，這也成為信賴發泄鬱悶情緒的原因。」
在「益田家文書」中對於山口事件也有以下記載（譯）：「文明十四年（1482年）五月二十七日，發生在山口的變故，源於陶氏與吉見氏長年來的領地爭端。陶氏被任命為周防國富田保的地頭，並以此地為根據地，但隨著時間推移，陶氏逐漸侵佔周邊的公領和私領，最終與吉見氏在佐波郡得地一帶的領土爭奪中發生衝突。事件發生後不久，大內政弘便出兵討伐吉見氏，然而陶氏的親戚和家臣在政弘撤軍後，仍在吉見氏的領地內進行騷亂，這使得吉見氏不得不向幕府提出控訴。」
對此，藤井崇指出，在事件發生後，政弘曾出兵討伐吉見氏，但卻突然撤兵並中止了行動。更重要的是，殺害弘護的刀具後來以「政弘賜予」的形式被歸還給吉見成賴（信賴之父）。藤井認為，暗殺背後可能與政弘企圖從弘護手中奪回權力有關。陶氏方面也對此產生疑慮，而這種疑慮可能在其孫子隆房的時代，以大寧寺之變的形式顯現出來:87-288；301-302。此外，藤井在後來的著作中提出，有關內藤弘矩的肅清事件，涉及其被指控參與了武護的反抗。藤井認為，弘矩殺害吉見信賴，實際上是出於主君的命令進行封口處置。而政弘則可能利用陶武護的反抗事件為契機，試圖掩蓋弘護被殺的真相，並進一步對弘矩進行封口。

## 出處
1. 1 2 3  近藤清石. . 1885.
2. ↑  太田亮（1934）P.2994
3. ↑  下松市史 通史篇（1989）P.82
4. 1 2 3 4 5  播磨定男. . 2011.
5. 1 2  須田牧子. . 2011.
6. 1 2 3 4  藤井崇. . 2013.
7. ↑  《大日本史料》
8. ↑  御薗生翁甫（1980）P.20
9. ↑  「益田家文書」64-13
10. ↑  山口県観光スポーツ文化部文化振興課－大内氏／年表（2010）
11. ↑  下松市史 通史篇（1989）P.83
12. ↑  《正任記》
13. ↑  『山口県史 史料編中世1』（1996） P.155
14. ↑  『德山市史 上』（1984）P.292
15. ↑  『萩藩閥閲録』第二巻、P.387
16. ↑  「益田家文書」57-18
17. ↑  藤井崇（2014）P.43-47